# Prosthaptus
Prosthaptus es un género de escarabajos  de la familia Cantharidae. En 1860 Motschoulsky describió el género. Contiene las siguientes especies:
- Prosthaptus barombianus
- Prosthaptus bundukianus
- Prosthaptus comicus
- Prosthaptus excretus
- Prosthaptus exuberatus
- Prosthaptus krugerensis
- Prosthaptus mogolensis
- Prosthaptus mowgli
- Prosthaptus nageli
- Prosthaptus suspectus
- Prosthaptus tabaqui
- Prosthaptus zululandicus